# Luanamo
Luanamo ist eine Insel im äußersten Süden von Haʻapai im Pazifik. Sie gehört politisch zum Königreich Tonga.

## Geografie
Das Motu liegt im Gebiet von Lulunga zwischen den Inseln Tungua und ʻOʻua.

## Klima
Das Klima ist tropisch heiß, wird jedoch von ständig wehenden Winden gemäßigt. Ebenso wie die anderen Inseln der Vavaʻu-Gruppe wird Luanamo gelegentlich von Zyklonen heimgesucht.